# Neuseeländisch-osttimoresische Beziehungen
Die Staaten Neuseeland und Osttimor unterhalten freundschaftliche Beziehungen.

## Geschichte

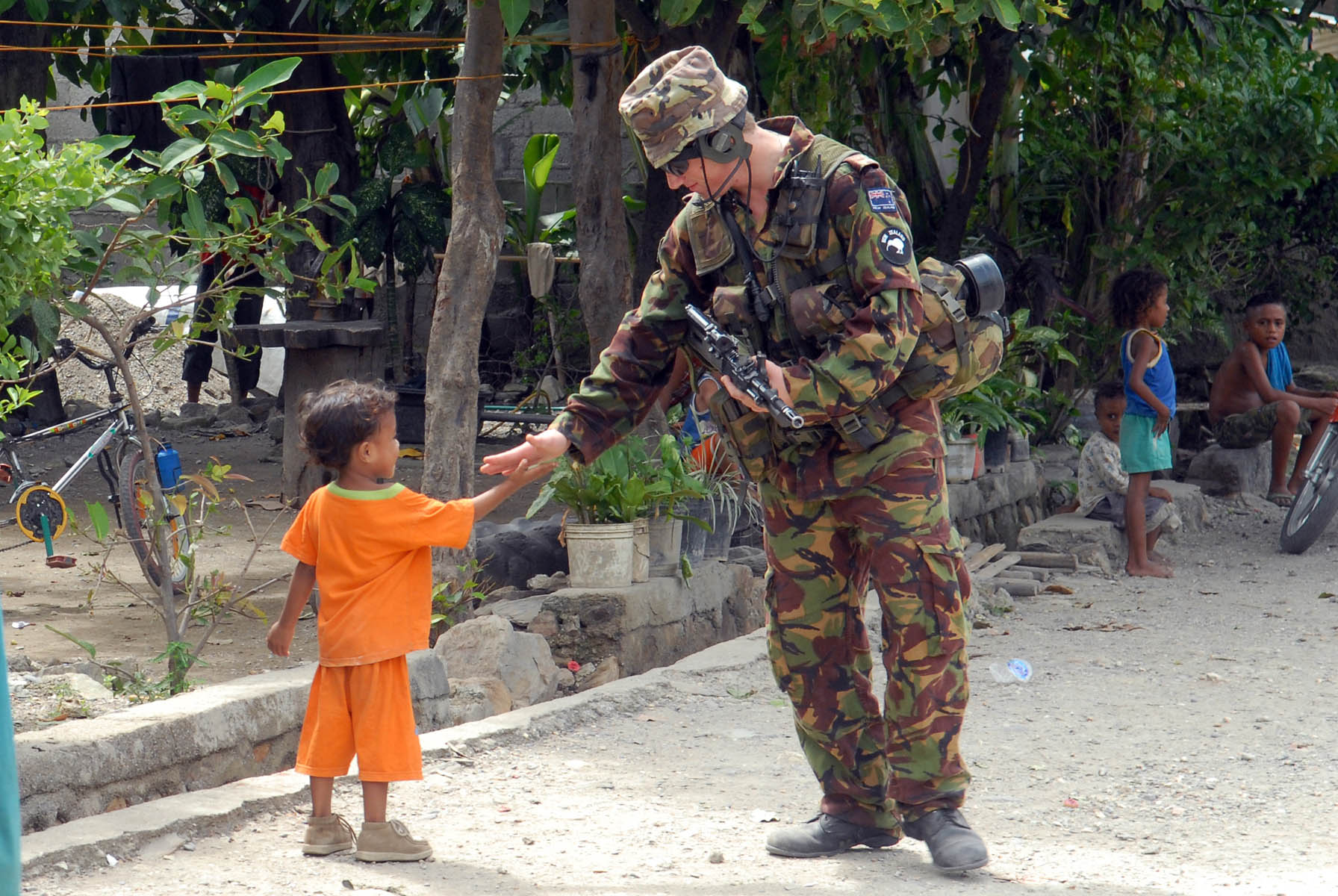
Neuseeländischer Soldat in Osttimor (2007)

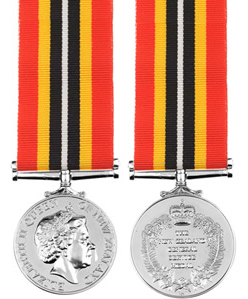
New Zealand General Service Medal 2002 (Timor-Leste)

Im Oktober 1975 begannen indonesische Truppen die Grenzgebiete Osttimors zu besetzen. Fünf westliche Journalisten, die davon im Grenzort Balibo Zeuge wurden, wurden von den indonesischen Soldaten ermordet. Unter den sogenannten Balibo Five war auch der neuseeländische Kameramann Gary Cunningham.
Beim Santa-Cruz-Massaker am 12. November 1991 kam als einziger Ausländer der Neuseeländer Kamal Bamadhaj ums Leben. Er war in Dili als Übersetzer für australische Hilfsorganisationen tätig.
1996 besetzten osttimoresische Aktivisten friedlich die Botschaft Neuseelands in Jakarta, als Protest gegen die indonesische Besatzung. Mehrere Nichtregierungsorganisationen setzten sich in Neuseeland für die Unabhängigkeit Osttimors von Indonesien ein.
Nach dem Unabhängigkeitsreferendum in Osttimor 1999 versuchten indonesische Kräfte noch mit einer letzten Gewaltwelle das Blatt zu wenden. Am 20. September 1999 landete die von Australien geführte INTERFET und sorgte wieder für Ruhe und Ordnung. Neuseeland gehörte zu den größten Truppenstellern der INTERFET. Dazu gehörten auch A-4K-Flugzeuge der neuseeländischen Luftwaffe. Am 24. Juli 2000 wurde der neuseeländische UN-Soldat Leonard Manning bei einem Schusswechsel mit einer pro-indonesischen Miliz an der Grenze am Foho Debalulik bei Tilomar getötet und der Leichnam verstümmelt. Er war der erste im Kampf getötete Angehörige der UN-Friedenstruppe in Osttimor. Weitere neuseeländische Soldaten, die im Dienst in Osttimor ums Leben gekommen sind, waren Warrant Officer Tony Michael Walser (30. November 1999, sein Lastwagen verunglückte, als in Tilomar darunter die Straße zusammenbrach), Staff Sergeant William Edward White (25. April 2000, stürzte mit seinem Lastwagen eine 30 Meter hohe Klippe runter), Private Boyd Reagan Henare Atkins (14. März 2001, Badeunfall in Hera) und Private Dean Russell Johnston (28. Juli 2002, starb in den United Nations Baracken in Dili).

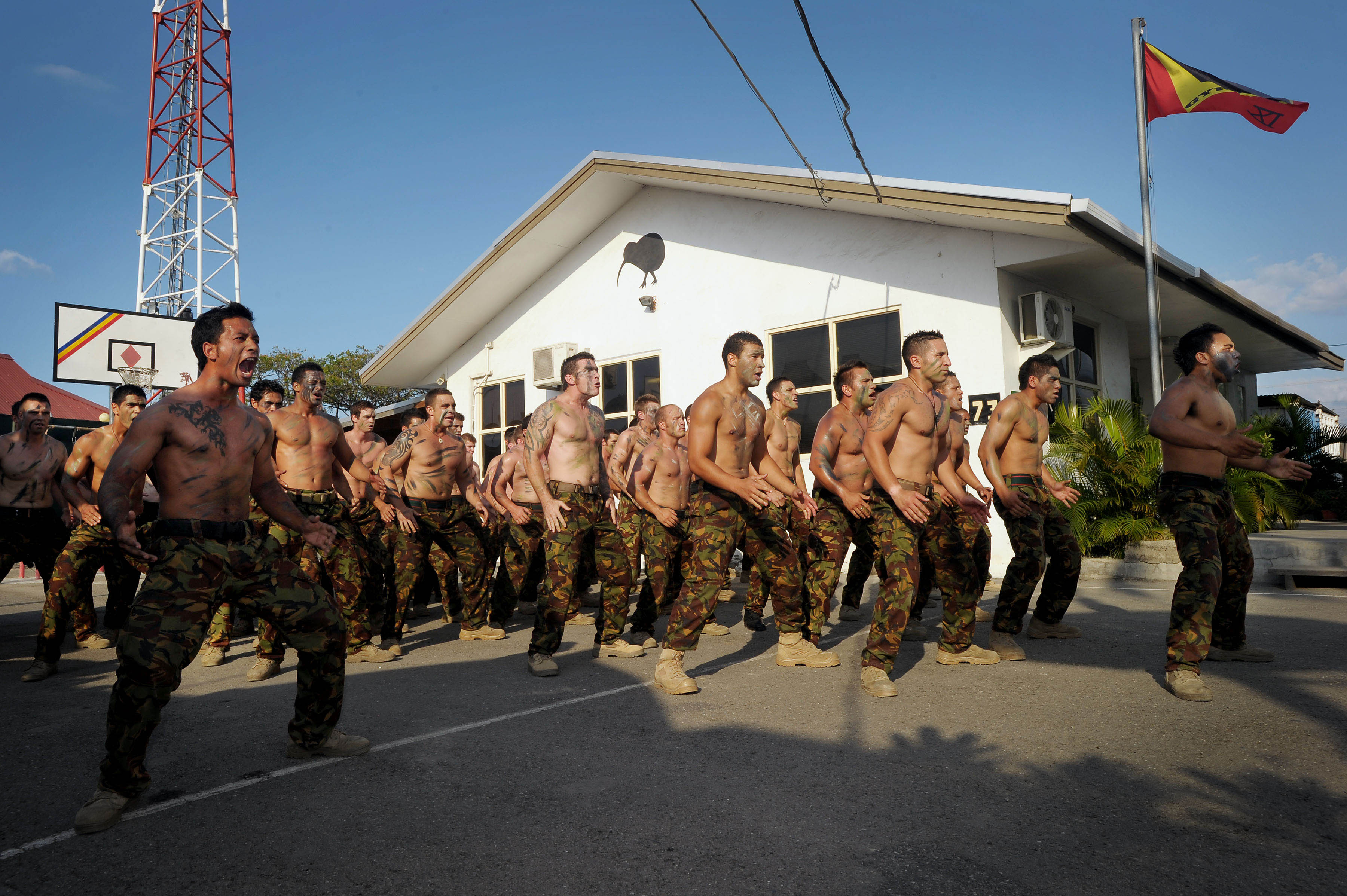
Neuseeländische Soldaten in Osttimor (2011)

Osttimor kam unter UN-Verwaltung und wurde am 20. Mai 2002 in die Unabhängigkeit entlassen. Neuseeland stellte bis zum Ende der UN-Missionen 2012 einen großen Anteil der UN-Sicherheitskräfte, ebenso von der International Stabilization Force (ISF), die nach den Unruhen in Osttimor 2006 die Lage wieder stabilisierte.
Zwei Angehörige der New Zealand Defence Force (NZDF) sind als Berater weiter bei den Verteidigungskräften Osttimors (F-FDTL) tätig. Ebenso unterstützen regelmäßig neuseeländische Polizisten die Nationalpolizei Osttimors.
2018 wurde ein Offizier der NZDF vom Dienst suspendiert. Der Wing Commander hatte in der Mailinglist von ETAN geschrieben, der neue osttimoresische Premierminister Taur Matan Ruak sei nur eine Marionette des Unabhängigkeitshelden Xanana Gusmão und dem Land drohe ein Militärputsch gegen die VIII. Regierung, da es auch Unstimmigkeiten zwischen dem Premierminister und dem derzeitigen Chef der F-FDTL Lere Anan Timur gäbe. Die NZDF entschuldigten sich für diese Aussagen. Der Verteidigungsminister Neuseelands Ron Mark erklärte, diese Ansichten entsprächen nicht der Meinung der NZDF oder der Regierung Neuseelands.
. November

## Diplomatie

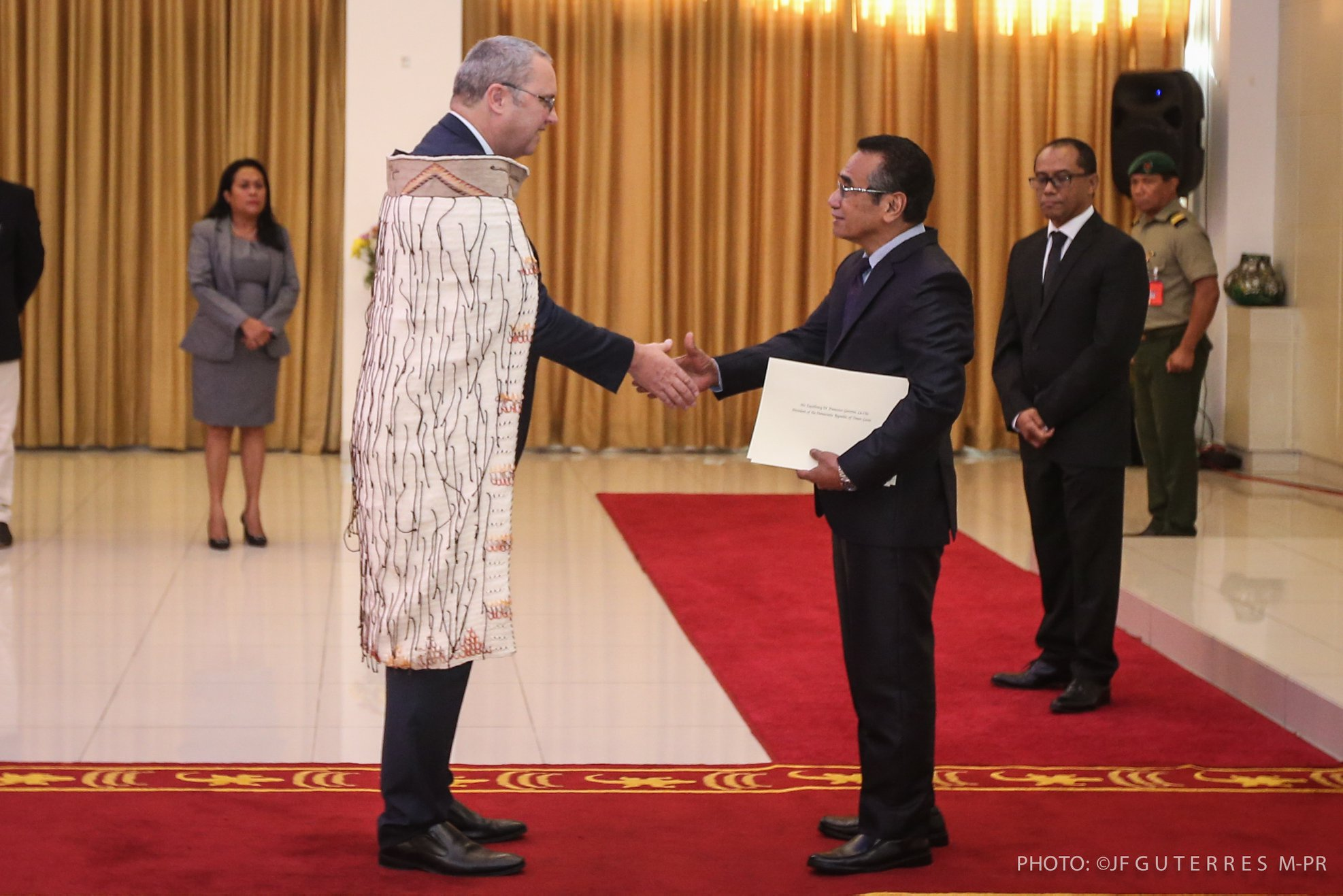
Botschafter Philip Hewitt übergibt seine Akkreditierung an Präsident Francisco Guterres (2019)

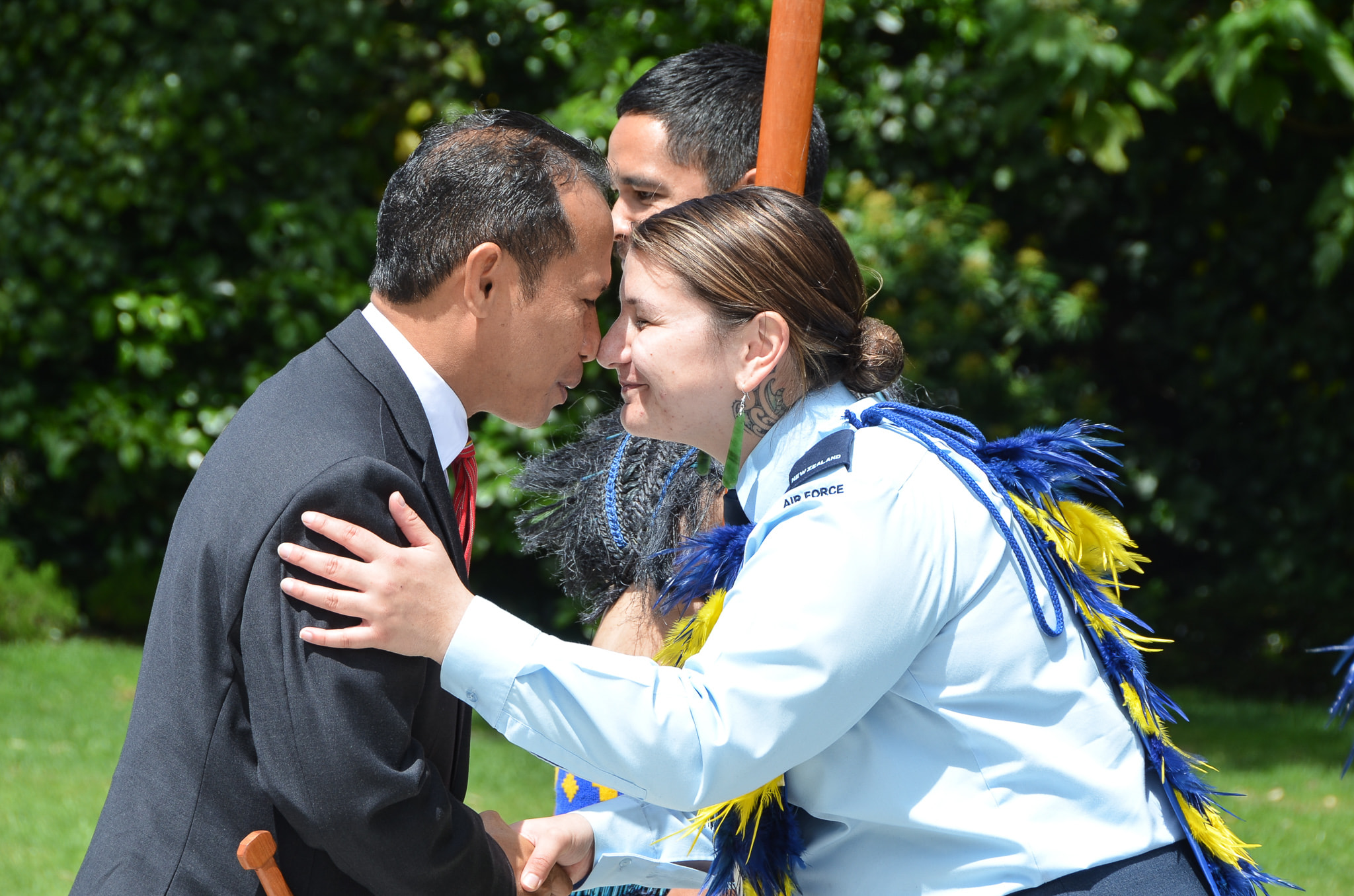
Hongi bei der Begrüßung von Osttimors Botschafter Lisualdo Gaspar in Wellington (2019)

Osttimor unterstützte Neuseeland bei der erfolgreichen Bewerbung um einen nichtständigen Sitz im Sicherheitsrat der Vereinten Nationen (2015–2016). 2013 erklärte Osttimor den Wunsch dem Commonwealth beizutreten. Regelmäßig gibt es Besuche von Regierungsmitgliedern in dem jeweils anderen Land.
Ab 2000 war Neuseeland mit dem Repräsentanten Jonathan Austin in Osttimors Landeshauptstadt Dili vertreten, der mit der Entlassung Osttimors 2002 in die Unabhängigkeit zum Generalkonsul befördert wurde. Ruth Nuttall wurde 2005 die erste Botschafterin Neuseelands in Osttimor.
Zunächst war der osttimoresische Botschafter in Australien für Neuseeland zuständig. Ab 2014 war Cristiano da Costa der erste osttimoresische Botschafter in Wellington. 2019 wurde er von Lisualdo Gaspar abgelöst.

## Wirtschaft
2016 belief sich der Gesamtwert der gehandelten Güter zwischen Neuseeland und Osttimor über 3 Millionen Neuseeland-Dollar. Neuseeland exportierte Fleisch, Kraftfahrzeuge und Käse im Wert von 2,7 Millionen Dollar. Osttimor lieferte nach Neuseeland für 0,3 Millionen Dollar vor allem Kaffee, aber auch Computer und Webprodukte aus Flachs.
2018 exportierte Neuseeland laut dem Statistischen Amt Osttimors Handelsgüter im Wert von 1.047.000 US-Dollar nach Osttimor. Es lag damit auf Platz 21 der Rangliste der Importeure Osttimors. Dafür ging Kaffee im Wert von 470.170 US-Dollar von Osttimor nach Neuseeland (Platz 9 der osttimoresischen Handelspartner, Platz 8 der Importeure von Kaffee aus Osttimor). Zudem gab es von Osttimor nach Neuseeland Re-Exporte in Höhe von 10.000 US-Dollar (Platz 24).

## Entwicklungshilfe
Neuseeland unterstützt Osttimor im Aufbau des privaten Sektors sowie bei der Ausbildung und Training der Sicherheitskräfte des Landes.